# Neotina
Neotina es un género con dos especies de plantas de flores perteneciente a la familia Sapindaceae. 

## Especies seleccionadas
- Neotina coursii
- Neotina isoneura